# Bataille de Port Gibson
Guerre de Sécession
Batailles
Campagne de Vicksburg
- Grand Gulf
- Snyder's Bluff
- Port Gibson
- Raymond
- Jackson
- Champion Hill
- Big Black River Bridge
- Milliken's Bend
- Young's Point
- Lake Providence
- Richmond
- Goodrich's Landing
- Helena
- Vicksburg
- Expédition de Jackson

La bataille de Port Gibson s'est déroulée près de Port Gibson, Mississippi, le 1er mai 1863, entre les forces de l'Union et de la Confédération pendant la campagne de Vicksburg de la guerre de Sécession. L'armée de l'Union est commandée par le major général Ulysses S. Grant, et sort victorieuse des combats.

## Contexte
Grant lance sa campagne contre Vicksburg, Mississippi, au printemps 1863, faisant partir son armée du sud de Milliken's Bend sur la rive ouest du fleuve Mississippi. Il prévoit d'attaquer Grand Gulf, pendant que son subordonné, le major général William T. Sherman, fait une manœuvre de diversion de l'armée principale dans Vicksburg en feignant un assaut sur Yazoo Bluffs. Grant détachera alors le XIII Corps auprès du major général Nathaniel P. Banks à Port Hudson, Louisiane, pendant que Sherman accourra pour rejoindre Grant et James B. McPherson pour un mouvement dans les terres contre la voie ferrée. La flotte de l'Union, cependant, échoue à réduire au silence les batteries confédérées à Grand Gulf. Grant navigue alors plus au sud et commence la traversée à Bruinsburg, Mississippi, le 30 avril 1863. La feinte de Sherman contre Yazoo Bluffs - la bataille de Snyder's Bluff- est un succès complet, et une seule brigade confédérée est détachée vers le sud.
Seule cavalerie confédérée dans la région, le régiment de cavalerie de Wirt Adams a reçu l'ordre de poursuivre les cavaliers du Wirt Adams, ainsi le major général John S. Bowen fait une reconnaissance en force pour déterminer les intentions des fédéraux. Bowen part vers le sud à partir de Grand Gulf avec la brigade de Green et prend position de part et d'autre de la route de Rodney juste au sud-ouest de Port Gibson près de Magnolia Church. Une seule brigade de renforts en provenance de Vicksburg sous le commandement du brigadier général Edward D. Tracy arrive plus tard et se poste en face de la route de Bruinsburg à 3,2 kilomètres (2 miles) de la position de Green. La brigade de Baldwin arrive plus tard et est placée en soutien de la brigade de Green. Des collines de 30 mètres de hauteur (100 pieds) séparées par des ravines presque verticales, obstruées par des bouquets de joncs et des taillis, rendent la position de Bowen tenable, malgré la force de l'Union supérieure en nombre qui prend ce chemin.

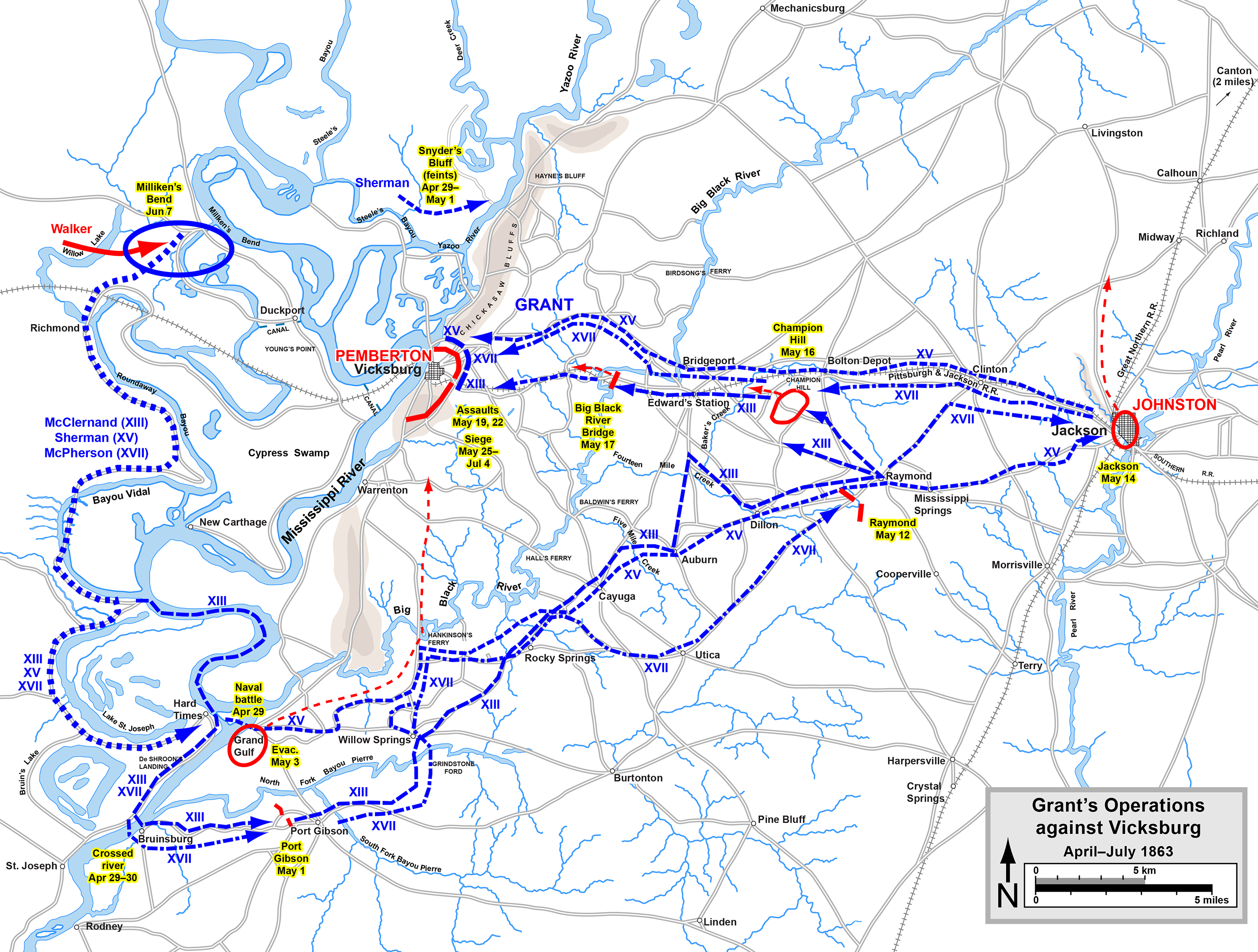
Opérations de Grant contre Vicksburg.

L'absence de cavalerie confédérée aura un impact majeur sur la campagne qui s'annonce. Si Bowen avait été assuré que les fédéraux débarquent à Bruinsburg et non Rodney, il aurait pu prendre position sur les promontoires au-dessus de Bruinsburg, empêchant l'armée de Grant d'établir une tête de pont vers l'intérieur. Les efforts fédéraux pour s’enfoncer rapidement à l'intérieur des terres sont exacerbés par le fait que le major général John A. McClernand a oublié d'emmener des rations pour ses hommes. Malgré le retard qui survient, l'armée du Tennessee monte sur les promontoires de la rivière sans opposition et s'enfonce rapidement vers Port Gibson. Juste après minuit, le 1er mai 1863, les éléments avancés de la 14th division sous le commandement du brigadier général Eugene A. Carr engagent les piquets confédérés près de Shaifer House. Des escarmouches sporadiques et des tirs se poursuivent jusqu'à trois heures du matin. Se méfiant de la brigade de Tracy au nord, McClernand poste la 9th division du brigadier général Peter J. Osterhaus face à cette direction. Chacun s'étant déployé, les deux camps s’installent et attendent les premières lueurs du jour.

## Bataille
Le général Carr reconnaît le terrain devant lui et détermine qu'un assaut frontal au travers de bouquets de jonc serait improductif. Il conçoit un mouvement tournant où une brigade progressera lentement devant au travers des joncs pendant qu'une seconde brigade descendra au pied de Widow's Creek et de là fondra sur le flanc gauche confédéré. La 12th division du brigadier général Alvin P. Hovey arrive et déferle en avant juste au moment où les hommes de Carr prennent d'assaut la position confédérée. Les deux flancs ayant été tournés, les hommes de Green s'effondrent et fuient. McClernand s'arrête pour se réorganiser et alors, toujours politique, se lance dans une série de discours grandioses jusqu'à ce que Grant fasse remarquer que les confédérés se sont presque retirés sur une position plus tenable. Renforcé par la 10th division du brigadier général A. J. Smith et par la brigade de Stevenson du XVII Corps de McPherson, McClernand reprend la poursuite. Avec 20 000 hommes amassés sur un front de 2,4 kilomètres (1,5 mile), le plan de McClernand apparaît être de forcer le passage contre la ligne confédérée. Un assaut de contournement des hommes du Missouri du colonel Francis Cockrell ébranle le flanc droit fédéral et stoppe McClernand. Le crépuscule tombe sur les deux camps en impasse le long d'un large front sur la route de Rodney à plusieurs kilomètres de Port Gibson.
Sur le front de la route de Bruinsburg, Osterhaus est content d'avoir mis la pression sur les forces de Tracy avec des tireurs d'élite et l'artillerie, lançant occasionnellement un régiment sans soutien contre la ligne confédérée. Le major général James B. McPherson se montre tard dans l'après-midi avec la brigade de John E. Smith. Revêtu d'une cape pour cacher son grade, il passe en revue les lignes de front et conçoit rapidement un mouvement tournant qui rendra tout le flanc droit confédéré intenable. Vingt minutes après la mise en place des troupes pour l'assaut, les confédérés se retirent derrière le bayou Pierre, ayant laissé derrière plusieurs centaines de prisonniers. La route sur des arrières est maintenant menacée, Bowen commence à retraiter par Port Gibson vers la côte nord du bayou Pierre.

## Conséquences
La 2 mai 1863, Grant déloge rapidement Bowen en envoyant McPherson traverser le bayou Pierre par un gué à plusieurs kilomètres en amont. Stupéfait en réalisant que McPherson peut lui couper le passage du pont de la rivière Big Black, Bowen ordonne l'abandon des défenses formidables de Grand Gulf, l'explosion du magasin, et la destruction de l'artillerie lourde. Les canonnières de l'Union, recherchant la cause de l'explosion, arrivent et prennent Grand Gulf sans un tir. Grant comprend la raison de l'explosion et chevauche vers Grand Gulf avec une petite escorte, se réjouissant de son premier bain depuis des semaines, et célébrant la prise de ce qui deviendra son dépôt principal lorsqu'il s'enfoncera dans les terres. Alors qu'il se détend, il prend connaissance d'un message de Bank lui annonçant qu'il est nulle part près de Port Hudson. Le plan de Grant de détacher McClernand à Banks devra attendre.
Trop tard pour faire autre chose que confirmer la décision de Bowen, le major général William W. Loring arrive et prend le commandement. Une activité d'arrière-garde importante a lieu alors que les confédérés se pressent de retirer leurs forces par un pont étroit. Les éléments avancés du XVII Corps arrivent à temps pour sauver le pont de la destruction. L'armée hétéroclite qui a si bien combattu à Port Gibson ne se repose pas avant d'être entrée dans les fortifications de Warrenton à près de 16 kilomètres (10 miles) de là. Elle commence à améliorer les fortifications le long des routes de Vicksburg, s'attendant à ce que Grant soit juste derrière. Grant, néanmoins, aura d'autres plans ; les routes sur la rive ouest de la rivière Big Black sont entièrement ouvertes vers la capitale de l'État du Mississippi et la voie ferrée critique vers Vicksburg. Grant prépare son armée à frapper contre cette cible.